# Reallexikon für Antike und Christentum

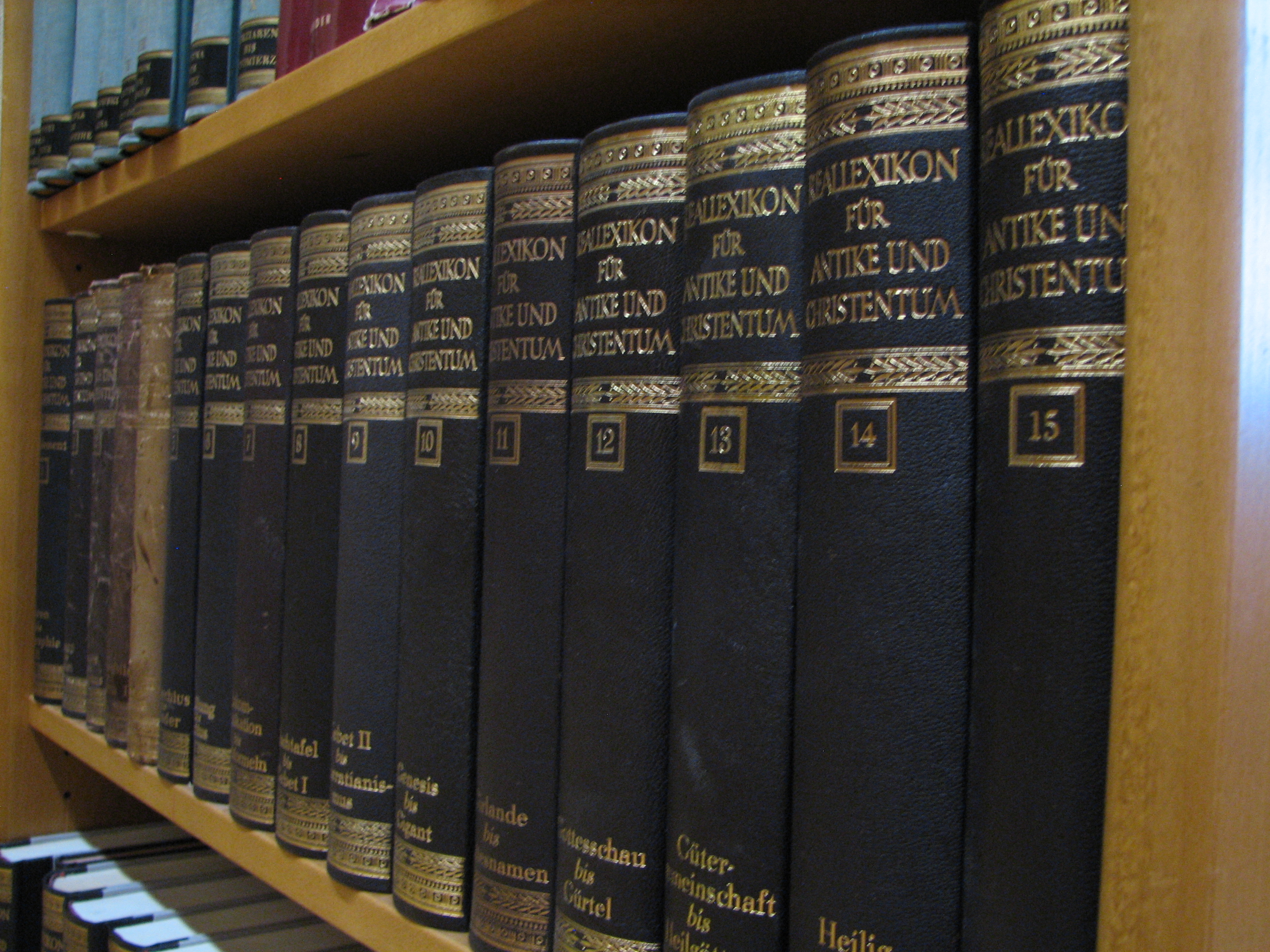
Bände des RAC

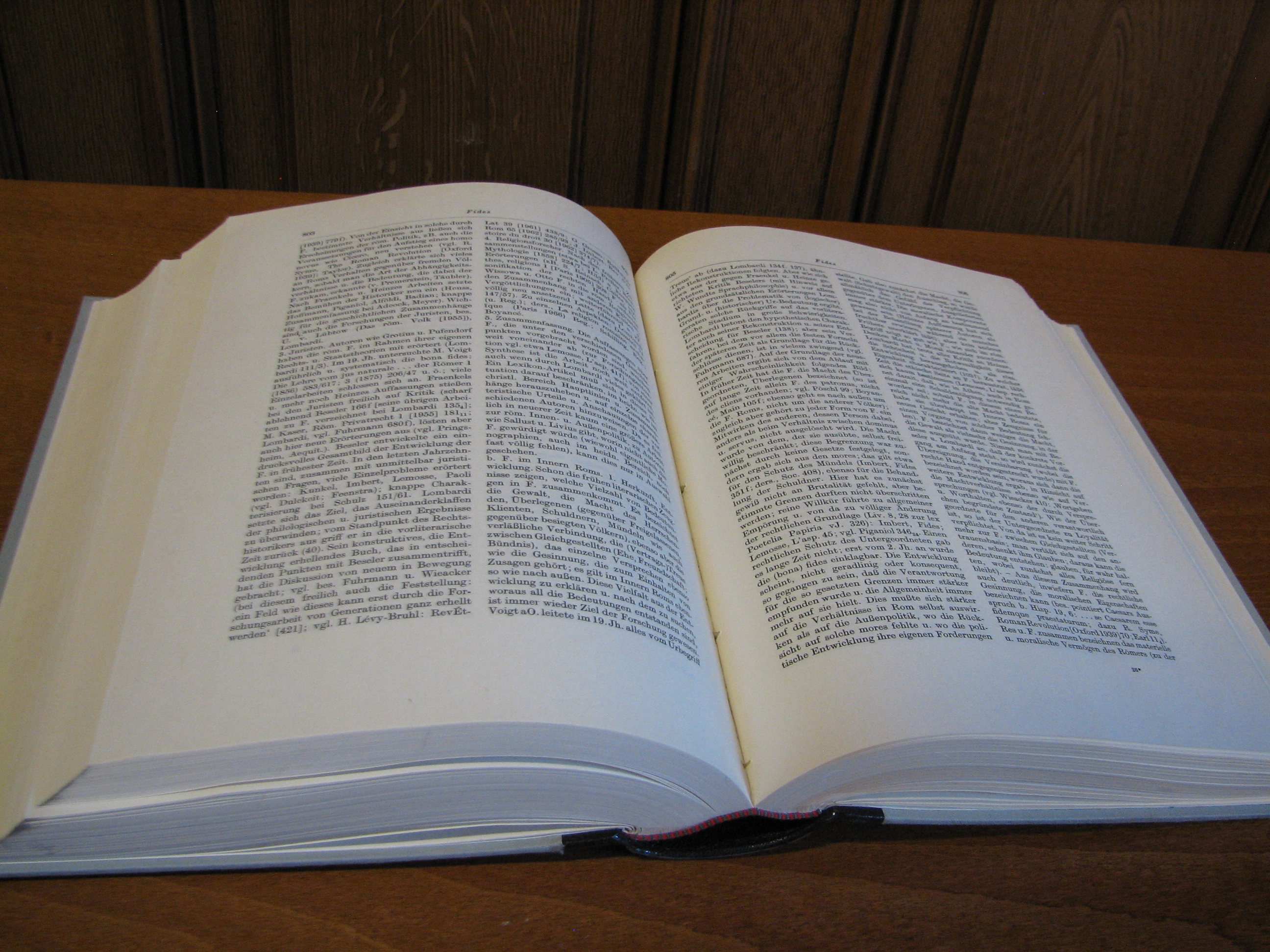
Aufgeschlagener Band des RAC

Das Reallexikon für Antike und Christentum (RAC) ist eine Enzyklopädie, die sich mit den Wechselwirkungen zwischen dem frühen Christentum und dem Heidentum sowie Judentum der Antike auseinandersetzt. Es ist gedacht als „Sachwörterbuch zur Auseinandersetzung des Christentums mit der antiken Welt“ (Untertitel). Es erscheint im Anton Hiersemann Verlag, Stuttgart.

## Geschichte
Begründet wurde das RAC 1935 auf Initiative von Theodor Klauser, Helmut Kruse und des niederländischen Latinisten Jan Hendrik Waszink, die ihren Lehrer Franz Joseph Dölger sowie Hans Lietzmann zur Mitarbeit bewegen konnten. Ihr Ansatz basierte auf den (Vor-)Arbeiten Dölgers, der sich schon seit seiner Promotion 1904 mit der Thematik „Antike und Christentum“ beschäftigte. Methodisch ging es um eine interdisziplinäre Bündelung der speziellen Kompetenzen der traditionellen Fächer Alte Geschichte, Kirchengeschichte, Klassische Archäologie, Christliche Archäologie, Klassische Philologie und Patristik/Patrologie. 1939 stellte Klauser ihren Plan auf dem Kongress für Klassische Archäologie in Berlin vor. Die Resonanz war mehrheitlich positiv, und viele bedeutende Gelehrte sagten ihre Mitarbeit zu. 1941 erschien schließlich die erste Lieferung. Bis auf die letzte Lieferung konnte Band 1 trotz aller Hindernisse bis zum Ende des Zweiten Weltkrieges abgeschlossen werden. Der Neuanfang nach dem Ende des Kriegs jedoch gestaltete sich schwierig: Dölger und Lietzmann waren verstorben, Kruse gab aus beruflichen Gründen seine akademische Laufbahn auf, Waszink, dessen Familie während des Kriegs sehr unter den Deutschen gelitten hatte, stand einer Fortführung des RAC als deutschsprachiges Unternehmen zurückhaltend gegenüber, Klauser musste beim Wiederaufbau des Wissenschaftsbetriebs innerhalb Deutschlands vielfältige Aufgaben übernehmen. Außerdem waren viele Manuskripte, die Klauser in seiner Bonner Wohnung aufbewahrt hatte, durch einen Bombenangriff zusammen mit der Wohnung vernichtet worden. So trägt der vollendete erste Band des RAC erst das Jahr 1950 als Erscheinungsdatum.
Als Klauser klar wurde, dass er dieses Projekt nicht allein tragen und erfolgreich beenden konnte, initiierte er eine Einrichtung, die es zu Ende bringen sollte – das Franz Joseph Dölger-Institut. Träger des Instituts, das an der Universität Bonn angesiedelt war und ihr heute eingegliedert ist, wurde zunächst ein Verein. Zudem wurde ein erweitertes Herausgebergremium installiert, dem neben Klauser und dem Mitbegründer Waszink der Kirchenhistoriker Bernhard Kötting (ein weiterer Dölger-Schüler), der Religionswissenschaftler Carsten Colpe und der Gräzist Albrecht Dihle angehörten. Seit 1950 erschien der erste Band neu.
2025 untersuchte eine wissenschaftliche Studie von bislang unveröffentlichten Archivalien des Franz Joseph Dölger-Instituts den Einfluss des Nationalsozialismus auf die ersten Bände des RAC sowie deren ideologische Affinität zum rassenbezogenen Denken.
Als klar wurde, dass der private Verein nicht auf Dauer die Trägerschaft eines solchen Unternehmens sichern konnte, wandelte man ihn in einen reinen Förderverein um und überführte die wissenschaftliche Arbeit in den Aufgabenbereich der heutigen Nordrhein-Westfälischen Akademie der Wissenschaften und der Künste. In ihrem Auftrag wird das RAC heute im Franz Joseph Dölger-Institut bearbeitet. Dieses ist zugleich das „Institut zur Erforschung der Spätantike“ der Universität Bonn.
Der Abschluss des RAC ist für 2026 geplant, wenn der 34. und letzte Band erscheinen soll. Weitere Schriftenreihen des Instituts sind das Jahrbuch für Antike und Christentum (JbAC), dessen Ergänzungsbände und die Monographienreihe Theophaneia.

## Begründer und Herausgeber

### Begründer
- Franz Joseph Dölger (1879–1940)
- Theodor Klauser (1894–1984)
- Helmut Kruse (1908–1999)
- Hans Lietzmann (1875–1942)
- Jan Hendrik Waszink (1908–1990)

### Aktuelle Herausgeber
- Sible de Blaauw, seit 2007
- Therese Fuhrer, seit 2004
- Christian Hornung, seit 2019 Hauptherausgeber
- Hartmut Leppin, seit 2011
- Winrich Löhr, seit 2004
- Maren R. Niehoff, seit 2017
- Heinz-Günther Nesselrath, seit 2015
- Georg Schöllgen, seit 2001, 2001–2019 Hauptherausgeber
- Ilinca Tanaseanu-Döbler, seit 2015

### Ehemalige Herausgeber
- Heinzgerd Brakmann, 1995–2020
- Carsten Colpe, 1964–2001
- Ernst Dassmann, 1972–2001, 1984–2001 Hauptherausgeber
- Albrecht Dihle, 1964–2004
- Josef Engemann, 1984–2006
- Karl Hoheisel, 1995–2011
- Theodor Klauser, Mitbegründer und Hauptherausgeber, bis 1984
- Bernhard Kötting, 1964–1990
- Hans Lietzmann, Mitbegründer, bis 1942
- Wolfgang Speyer, 1972–2013
- Klaus Thraede, 1984–2010
- Jan Hendrik Waszink, Mitbegründer und Mitherausgeber 1964–1984
- Leopold Wenger, vor 1950–1953

## Inhalt

### Konzept
Im Allgemeinen gibt es zu jedem Stichwort jeweils einen Abschnitt zum Bereich der nichtchristlichen Antike und einen Abschnitt zum Bereich des (antiken) Christentums, teils unter gesonderter Berücksichtigung der jüdischen Traditionen. Dabei sind auch die Artikelteile, die sich mit der nichtchristlichen Antike beschäftigen, eigenständige Forschungsbeiträge und nicht etwa aus einer christlichen Sicht verfasst.
Schwerpunkte des Lexikons sind die Erforschung der Spätantike und des beginnenden Frühmittelalters sowie der frühbyzantinischen Zeit. Auch die der Spätantike vorangehende römische Kaiserzeit wird behandelt, soweit es thematisch geboten ist. Hauptfragestellung ist, wie sich aus der vielschichtigen, keineswegs einheitlichen antiken Kultur, die aus der hellenistischen Zeit in der Mittelmeerwelt hervorging, die spätantik-christliche der folgenden Jahrhunderte entwickelte. Die Bedeutung dieser Fragestellung soll sich aus der Tatsache ergeben, dass diese spätantik-christliche Kultur eine Vorstufe der mittelalterlichen und damit zum Teil der heutigen Kultur bildet.
Nachträge wurden anfangs im Jahrbuch für Antike und Christentum vorabgedruckt. Seit 1985 gibt es Nachtragsartikel in Ergänzungsbänden (RAC Suppl.).
2024 war das RAC beim Buchstaben T und Band 32 angelangt. Jährlich erscheinen im Durchschnitt vier Lieferungen, damit alle zwei Jahre ein Band. Die Artikel, die oft die Länge eines Fachaufsatzes erreichen, werden in der Regel von führenden Experten verfasst und zudem gründlich von Redaktion und Herausgebern lektoriert, weshalb das Lexikon in der Fachwelt eine sehr große Autorität genießt.

### Bände
|         | Erscheinungsjahr | Hauptherausgeber                 | Inhalt                                                                       | Enthaltene Lieferungen |
| ------- | ---------------- | -------------------------------- | ---------------------------------------------------------------------------- | ---------------------- |
| Band 1  | 1950             | Theodor Klauser                  | A und O – Bauen                                                              | Lief. 1–8              |
| Band 2  | 1954             | Theodor Klauser                  | Bauer – Christus                                                             | Lief. 9–16             |
| Band 3  | 1957             | Theodor Klauser                  | Christusbild – Dogma I                                                       | Lief. 17–24            |
| Band 4  | 1959             | Theodor Klauser                  | Dogma II – Empore                                                            | Lief. 25–32            |
| Band 5  | 1962             | Theodor Klauser                  | Endelechius – Erfinder                                                       | Lief. 33–40            |
| Band 6  | 1966             | Theodor Klauser                  | Erfüllung – Exitus illustrium virorum                                        | Lief. 41–48            |
| Band 7  | 1969             | Theodor Klauser                  | Exkommunikation – Fluchformeln                                               | Lief. 49–56            |
| Band 8  | 1972             | Theodor Klauser                  | Fluchtafel (Defixion) – Gebet I                                              | Lief. 57–64            |
| Band 9  | 1976             | Theodor Klauser                  | Gebet II – Generatianismus                                                   | Lief. 65–72            |
| Band 10 | 1978             | Theodor Klauser                  | Genesis – Gigant                                                             | Lief. 73–80            |
| Band 11 | 1981             | Theodor Klauser                  | Girlande – Gottesnamen                                                       | Lief. 81–88            |
| Band 12 | 1983             | Theodor Klauser                  | Gottesschau (Visio beatifica) – Gürtel                                       | Lief. 89–96            |
| Band 13 | 1986             | Theodor Klauser / Ernst Dassmann | Gütergemeinschaft – Heilgötter                                               | Lief. 97–104           |
| Band 14 | 1988             | Ernst Dassmann                   | Heilig – Hexe                                                                | Lief. 105–112          |
| Band 15 | 1991             | Ernst Dassmann                   | Hibernia – Hoffnung                                                          | Lief. 113–120          |
| Band 16 | 1994             | Ernst Dassmann                   | Hofzeremoniell – Ianus                                                       | Lief. 121–128          |
| Band 17 | 1996             | Ernst Dassmann                   | Iao – Indicatio feriarum                                                     | Lief. 129–136          |
| Band 18 | 1998             | Ernst Dassmann                   | Indien – Italia II                                                           | Lief. 137–145          |
| Band 19 | 2001             | Ernst Dassmann                   | Itinerarium – Kannibalismus                                                  | Lief. 146–153          |
| Band 20 | 2004             | Georg Schöllgen                  | Kanon I – Kleidung I                                                         | Lief. 154–161          |
| Band 21 | 2006             | Georg Schöllgen                  | Kleidung II – Kreuzzeichen                                                   | Lief. 162–169          |
| Band 22 | 2008             | Georg Schöllgen                  | Krieg – Lexikon I                                                            | Lief. 170–177          |
| Band 23 | 2010             | Georg Schöllgen                  | Lexikon II – Manes                                                           | Lief. 178–185          |
| Band 24 | 2012             | Georg Schöllgen                  | Manethon – Montanismus                                                       | Lief. 186–193          |
| Band 25 | 2013             | Georg Schöllgen                  | Mosaik – Nymphaeum                                                           | Lief. 194–201          |
| Band 26 | 2015             | Georg Schöllgen                  | Nymphen – Pegasus                                                            | Lief. 202–209          |
| Band 27 | 2016             | Georg Schöllgen                  | Pelagius – Porträt                                                           | Lief. 210–217          |
| Band 28 | 2018             | Georg Schöllgen                  | Poseidon – Reue                                                              | Lief. 218–225          |
| Band 29 | 2019             | Christian Hornung                | Rhetorik – Schweiß                                                           | Lief. 226–233          |
| Band 30 | 2021             | Christian Hornung                | Schwester – Stadt I                                                          | Lief. 234–241          |
| Band 31 | 2023             | Christian Hornung                | Antisemitismus \| Stellvertretung – Teufel (Satan)                           | Lief. 242–249          |
| Band 32 | 2025             | Christian Hornung                | Textilien (Herstellung, Verarbeitung, Handel) – Typologie II (Darstellungen) | Lief. 250–257          |

### Supplement-Bände
|                   | Erscheinungsjahr | Hauptherausgeber                 | Inhalt                | Enthaltene Lieferungen |
| ----------------- | ---------------- | -------------------------------- | --------------------- | ---------------------- |
| Supplement-Band 1 | 2001             | Theodor Klauser / Ernst Dassmann | Aaron – Biographie II | Lief. 1–8              |